# 13406 Sekora
13406 Sekora (1999 TA4) là một tiểu hành tinh vành đai chính được phát hiện ngày 2 tháng 10 năm 1999 bởi Lenka Šarounová ở Đài thiên văn Ondřejov. Tiểu hành tinh đặt tên theo nhà văn người Séc Ondřej Sekora.